# Michael Jurack
Michael Jurack (n. 14 februarie 1979, Straubing, Regatul Bavariei, Germania) este un judocan ce a reprezentat Germania, medaliat olimpic. A participat la o ediție a Jocurilor Olimpice (2004) în care a câștigat o medalie de bronz.

## Participări
Lista de mai jos prezintă principalele competiții la care a participat Michael Jurack de-a lungul carierei.
- judo at the 2004 Summer Olympics – men's 100 kg[*]